# Тосс, Анна
Анна Тосс (род. 8 сентября 1962, Стокгольм, Швеция) — шведская писательница, журналистка и блогер.
Вместе со своим мужем Педером Финнси основала интернет-сообщество Toss FöräldraNätet («Родительская сеть Тосса», 1997—2002, в настоящее время Allt för föräldrar, «Всё для родителей»). Страница была местом общения с форумами, которые были дополнены статьями о воспитании детей с современной точки зрения. Этот сайт служил противовесом традиционным методам воспитания детей. Сайт был одним из первых в своём роде и быстро стал популярным, многие из 150 000 участников были очень активны.
В 1999 году Анна Тосс и её муж были удостоены Большой журналистской премии за создание активного сетевого сообщества.

## Семья
- Мать: Маргарита Тосс[швед.] (1925—2010), шведская журналистка[3].
- Отец: Лукас Бонниер (1922—2006), шведский редактор и издатель[3].
- Муж: Педер Финнси[швед.] (род. 1962), шведский писатель[1].
- Сводный брат: Йонас Бонниер (род. 1963), шведский писатель и бизнесмен[3].